# Halsted Sogn
Halsted Sogn 
ist eine Kirchspielsgemeinde (dän.: Sogn)
auf der Insel Lolland im südlichen Dänemark.
Bis 1970 gehörte sie zur Harde Lollands Nørre Herred im damaligen Maribo Amt, danach zur Højreby Kommune im Storstrøms Amt, die im Zuge der  Kommunalreform zum 1. Januar 2007 in der Lolland Kommune in der Region Sjælland aufgegangen ist.
Im Kirchspiel leben 471 Einwohner (Stand: 1. Januar 2023).
Im Kirchspiel liegt die Kirche „Halsted Kirke“.
Nachbargemeinden sind im Norden Nordlunde Sogn und Horslunde Sogn, im Nordosten Vesterborg Sogn, im Osten Stokkemarke Sogn, im Süden Søllested-Skovlænge-Gurreby Sogn und Avnede Sogn, im Westen Stormarks Sogn und Utterslev-Herredskirke-Løjtofte  Sogn.